# Recitativ
Recitativ, "talsång", är en främst i opera, oratorium och andra större vokala verk förekommande art av solosång, i vilken textens rytm och språkmelodi bestämmer den musikaliska utformningen. Melodiken i ett recitativ äger därför ofta inte någon fastare motiv- eller formstruktur, och sångaren kan i allmänhet lägga mindre vikt vid dess eventuella taktindelning.
I andra typer av musiksammanhang kan recitativ även syfta på talad eller halvsjungen text.

## Huvudformer

### Secco-recitativ
"Torrt" recitativ, ett recitativ som beledsagas enkom av stödjande ackord oftast utförda av ett ackordinstrument och en basstämma.

### Accompagnato-recitativ
Ett recitativ som beledsagas av orkester, vanligen med korta karaktäristiska motiv. Orkestern kan falla in i små mellanspel mellan sångens olika avsnitt, men den kan också hela tiden åtfölja sången.

## Moderna former
Speciella modernare former av recitativ möter man till exempel i Wagners dramatiska talsång och i Debussys opera Pelléas och Mélisande, där gränsen mellan recitativ och aria är flytande på gränsen till utsuddad.